# New West Indian Guide
New West Indian Guide (Nieuwe West-Indische Gids, afgekort: NWIG), uitgegeven door het Koninklijk Instituut voor Taal-, Land- en Volkenkunde (KITLV) sinds 1919, is het oudste wetenschappelijke tijdschrift over het Caraïbisch gebied.
De eerste jaargang van De West-Indische Gids verscheen in 1919 en stond onder redactie van dr. H.J. Benjamins, prof.dr. J. Boeke, voormalige gouverneur mr. D. Fock en C.A.J. Struycken de Roysancour. In 1960 werd de uitgave het tijdschrift voortgezet onder de titel New West Indian Guide/Nieuwe West-Indische Gids. Het tijdschrift wordt namens het KITLV uitgegeven door uitgeverij Brill in Leiden.
Het tijdschrift behandelt uiteenlopende onderwerpen zoals antropologie, kunst, archeologie, economie, geografie, geschiedenis, politiek en taalkunde.  